# Googie Withers
Georgette Lizette "Googie" Withers, född 12 mars 1917 i Karachi i dåvarande Brittiska Indien (i nuvarande Pakistan), död 15 juli 2011 i Sydney i Australien, var en brittisk skådespelare.
Withers debuterade 1935 och medverkade i mer än 60 filmer.

## Filmografi i urval
- King of Hearts (1936)
- En dam försvinner (1938)
- Skuggor i natten (1945)
- Drama i East End (1947)
- Hotel du Lac (1986)
- Northanger Abbey (1986)
- Shine (1996)